# Europeiska centralbanken
Europeiska centralbanken (ECB) är en institution inom Europeiska unionen med ansvar för att föra unionens monetära politik tillsammans med de nationella centralbankerna inom euroområdet. I egenskap av euroområdets centralbank är ECB en av världens viktigaste och mäktigaste banker.
ECB:s främsta uppgift är att föra unionens monetära politik med huvudmålet att upprätthålla prisstabilitet. ECB har även till uppgift att stödja den allmänna ekonomiska politiken inom unionen med hänsyn till unionens mål. Därutöver ansvarar ECB för utgivningen av euro och främjandet av ett fungerande betalningssystem. Genom upprättandet av bankunionen har ECB även tilldelats vissa tillsynsbefogenheter över kreditinstitut inom euroområdet.
ECB är en egen juridisk person, som är oavhängig av unionens övriga institutioner, organ och byråer liksom medlemsstaternas regeringar när den utövar sina befogenheter. Den ägs av medlemsstaternas centralbanker, men dess funktioner och befogenheter regleras direkt av unionsrätten.
ECB leds av en direktion, bestående av en ordförande (centralbankschefen), en vice ordförande samt fyra andra ledamöter. Christine Lagarde är centralbankschef sedan den 1 november 2019 och hennes mandatperiod sträcker sig fram till och med den 31 oktober 2027. ECB har sitt säte i Frankfurt am Main, Tyskland.

## Historia

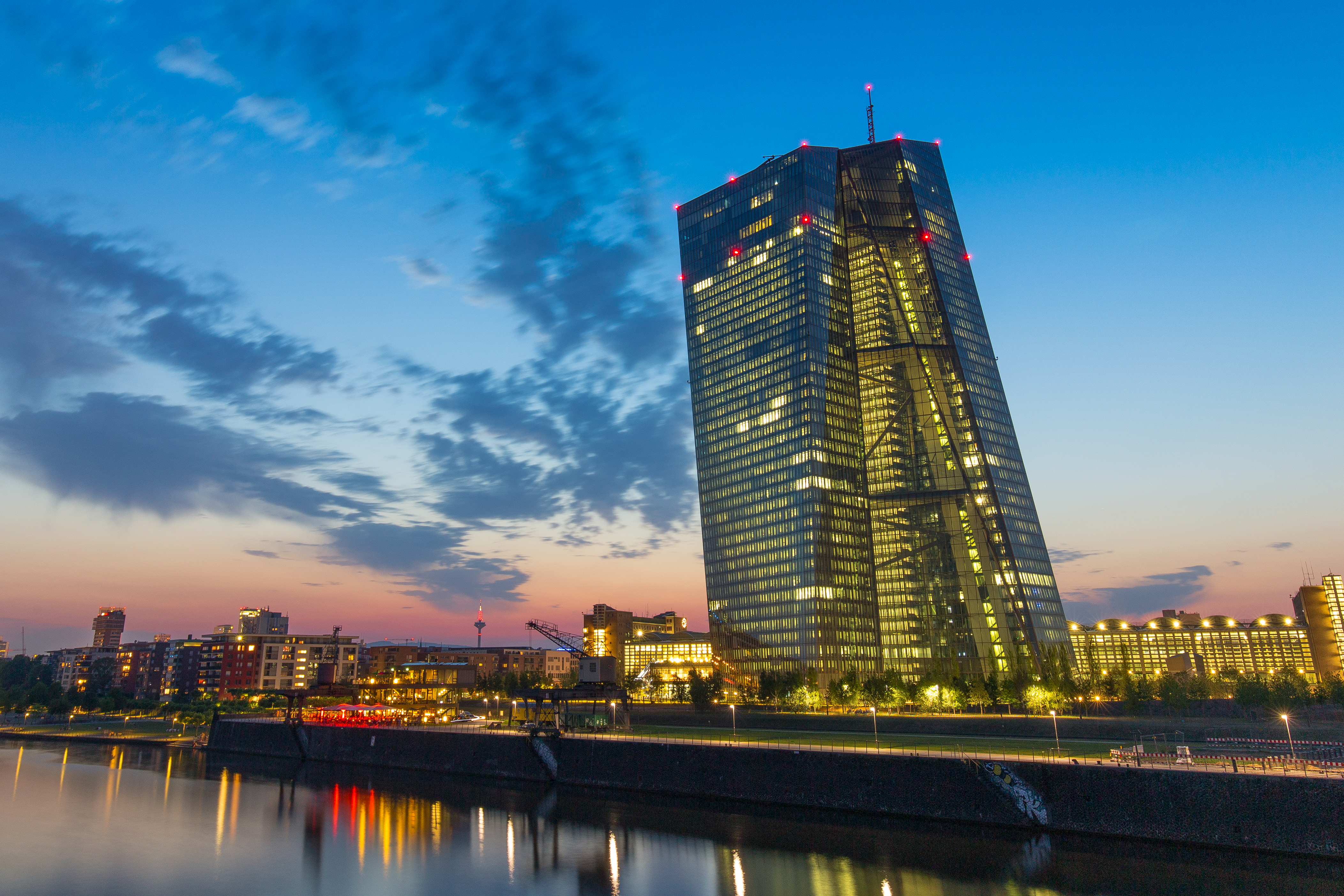
Europeiska centralbankens säte i Frankfurt am Main.

I enlighet med bestämmelserna i Maastrichtfördraget inrättades Europeiska centralbanken den 1 juni 1998 och övertog då alla de funktioner som dess föregångare Europeiska monetära institutet (EMI) hade haft. ECB erhöll dock sina fulla befogenheter som centralbank först i samband med införandet av euron den 1 januari 1999.
Den första centralbankschefen var nederländaren Wim Duisenberg, som tidigare hade varit centralbankschef i Nederländerna och ordförande för Europeiska monetära institutet. Frankrike ville istället ha en fransman på posten för att uppväga att sätet hade förlagts till Tyskland, och hotade därför med att inte stödja Duisenberg som centralbankschef. En överenskommelse nåddes som innebar att Duisenberg skulle lämna över till Frankrikes centralbankschef Jean-Claude Trichet efter att ha fullgjort halva sin mandatperiod. Därför tillträdde Trichet som centralbankschef den 1 november 2003.
Det var inte bara frågan om vem som skulle vara centralbankschef som gav upphov till spänningar inom unionen. Storbritannien krävde att få utse en av ledamöterna i direktionen trots att landet inte avsåg att införa euron. Under påtryckningar från Frankrike tilldelades istället tre av de sex mandaten i direktionen till de största medlemsstaterna som skulle införa euron: Tyskland, Frankrike och Italien. Efter liknande krav från Spanien reserverades det fjärde mandatet för en spansk ledamot, medan övriga medlemsstater med euron som valuta fick dela på de kvarstående två mandaten.
Vid bildandet av ECB ingick totalt elva av de dåvarande 15 medlemsstaterna i Europeiska unionen i valutasamarbetet. Den 1 januari 2001 anslöt sig även Grekland. Senare har även Slovenien (2007), Cypern och Malta (2008), Slovakien (2009), Estland (2011), Lettland (2014), Litauen (2015) och Kroatien (2023) tillkommit, vilket har utökat antalet ledamöter i ECB-rådet ytterligare.

## Sammansättning och funktionssätt

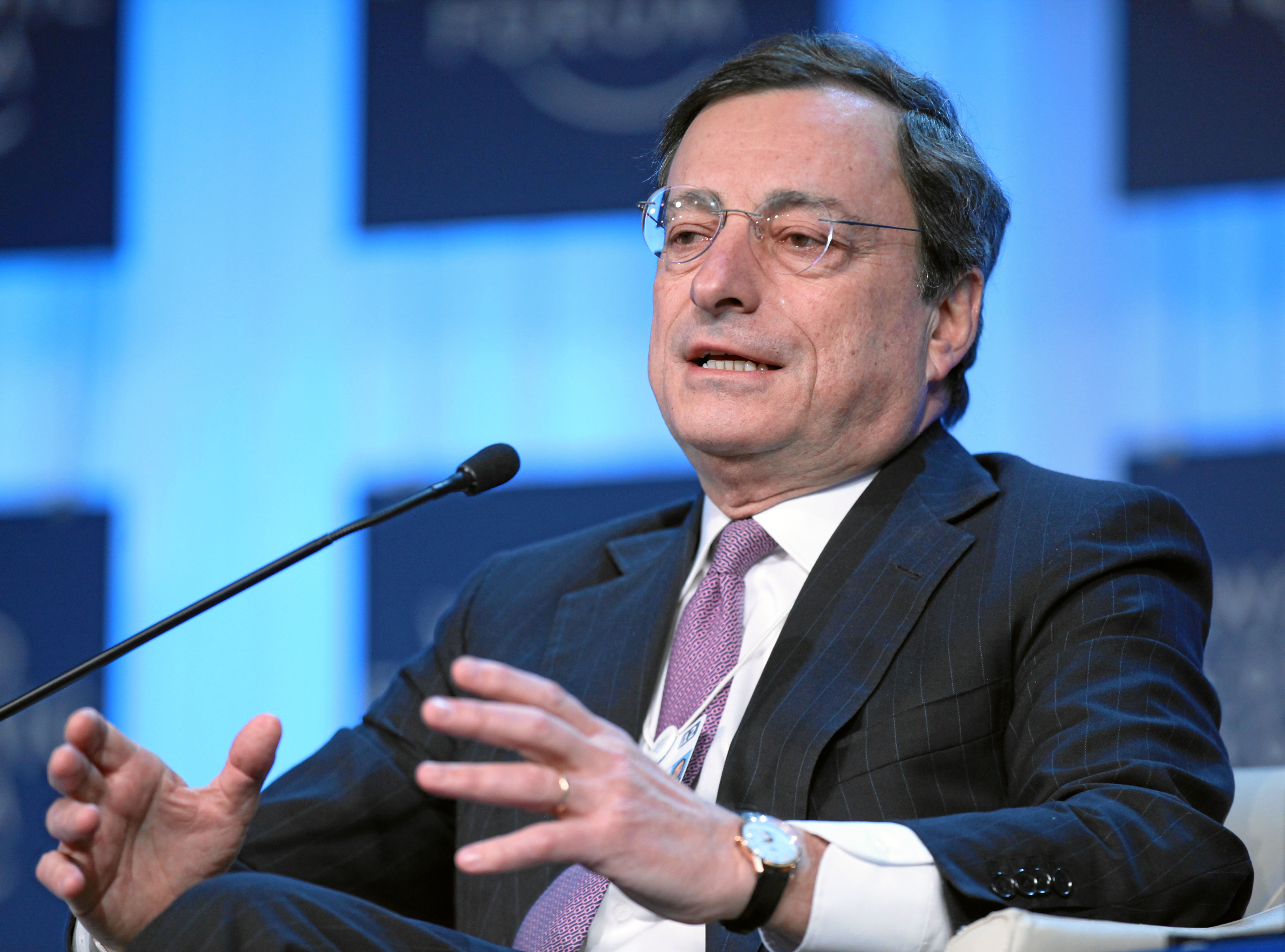
Mario Draghi var europeisk centralbankschef 2011–2019.

Europeiska centralbanken är en av Europeiska unionens institutioner. Dess sammansättning och funktionssätt regleras av fördraget om Europeiska unionens funktionssätt, samt i protokollet om stadgan för Europeiska centralbankssystemet och Europeiska centralbanken, som är fogat till unionens grundfördrag. ECB har också antagit en arbetsordning som innehåller mer detaljerade bestämmelser om dess funktionssätt, och därutöver finns även en särskild arbetsordning för allmänna rådet.
ECB utgör tillsammans med medlemsstaternas centralbanker Europeiska centralbankssystemet. Tillsammans med centralbankerna i de medlemsstater som har euron som valuta bildar ECB Eurosystemet. Eurosystemet ansvarar för unionens monetära politik, och leds av ECB-rådet. Den löpande verksamheten leds av en direktion, som ingår i ECB-rådet. De medlemsstater som inte har euron som valuta bedriver en egen nationell monetär politik till dess att de inför euron som valuta.

### Ordförande

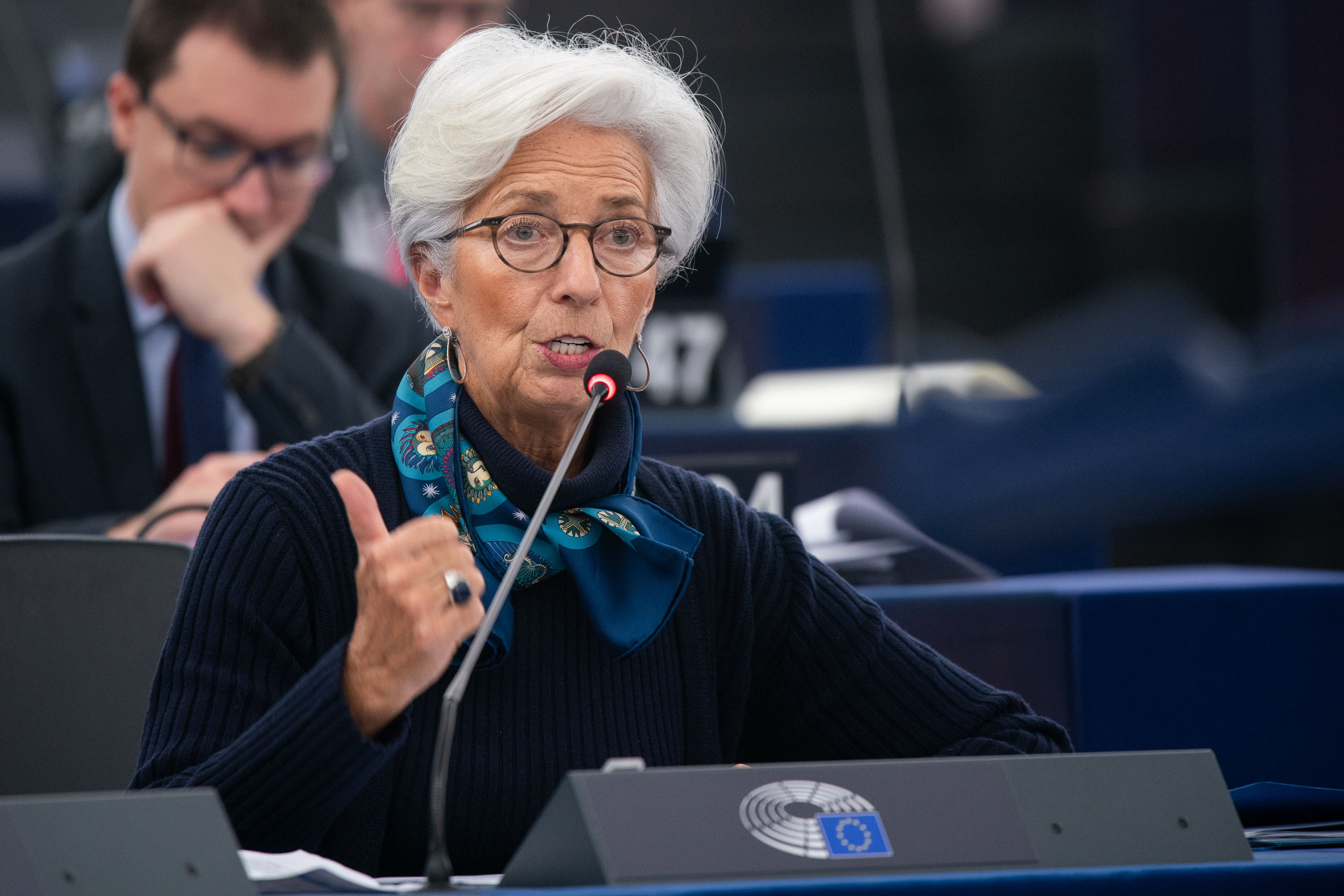
Christine Lagarde är centralbankschef sedan den 1 november 2019.

Centralbankschefen är ordförande för direktionen, ECB-rådet samt allmänna rådet. I likhet med övriga ledamöter i direktionen, utses centralbankschefen för en period av åtta år, utan möjlighet till omval. Centralbankschefen företräder ECB i förbindelserna med de andra institutionerna, till exempel när Europeiska unionens råd fattar beslut som rör Eurosystemet, och när centralbankens årsrapport presenteras inför Europaparlamentet och rådet.
Den tidigare nederländske centralbankschefen Wim Duisenberg utsågs till den första centralbankschefen för ECB den 26 maj 1998 och tillträdde den 1 juni samma år när ECB bildades. Han ersattes den 1 november 2003 av fransmannen Jean-Claude Trichet. Efter åtta års tjänstgöring ersattes Trichet av italienaren Mario Draghi den 1 november 2011. Hans mandatperiod sträckte sig fram till och med den 31 oktober 2019. Den 18 oktober 2019 utsåg Europeiska rådet Christine Lagarde till Draghis efterträdare.

### Beslutande organ

#### Direktionen

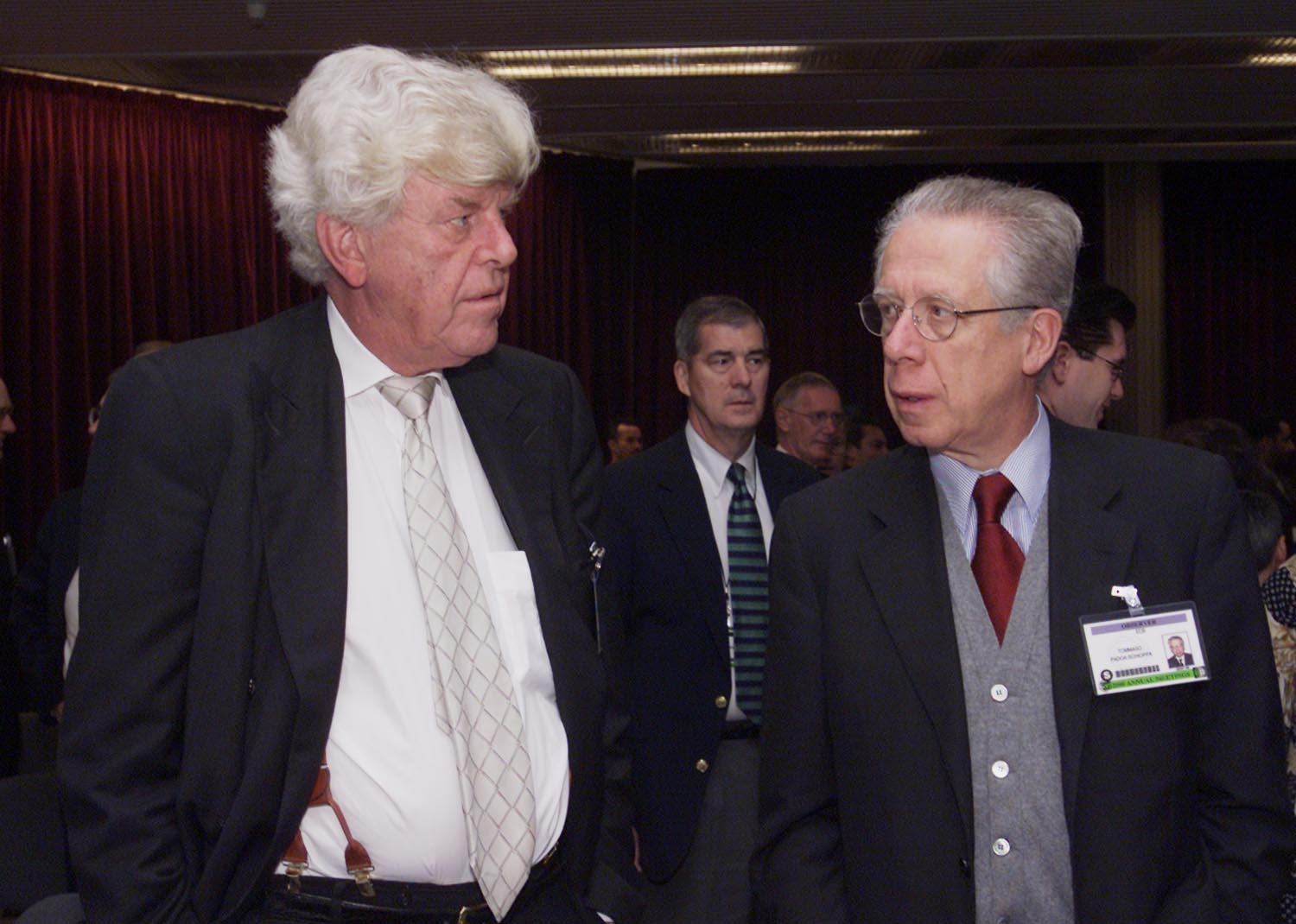
Wim Duisenberg tillsammans med en direktionsledamot 2000.

Direktionen är ansvarig för ECB:s löpande verksamhet, och består av en ordförande, en vice ordförande och fyra andra ledamöter. De utses av Europeiska rådet med kvalificerad majoritet på rekommendation av Europeiska unionens råd och efter samråd med Europaparlamentet och ECB-rådet. Direktionsledamöterna ska väljas ”bland personer vars auktoritet och yrkeserfarenhet inom den finansiella sektorn är allmänt erkända”. De väljs för en period av åtta år, som inte kan förnyas. Endast unionsmedborgare får utses till direktionen, men i övrigt saknas bestämmelser om vilken nationalitet de ska ha. Av tradition är dock fyra av de sex ledamöterna från de fyra största medlemsstaterna som har euron som valuta: Frankrike, Italien, Spanien och Tyskland. Direktionsledamöterna arbetar på heltid och får inte utöva annan yrkesverksamhet. Deras löner och andra förmåner bestäms av ECB-rådet, på förslag av en kommitté bestående av tre ledamöter från ECB-rådet och tre ledamöter från Europeiska unionens råd. En ledamot av direktionen kan avsättas av EU-domstolen endast på begäran av ECB-rådet eller direktionen. Direktionen fattar normalt beslut med enkel majoritet. Vid lika röstetal är det ordföranden som har utslagsrösten.

#### Europeiska centralbankens råd
Europeiska centralbankens råd (ECB-rådet) är ECB:s högsta beslutande organ. Det antar de riktlinjer och fattar de beslut som krävs för att utföra de uppgifter som åligger Eurosystemet. Däribland ingår att fatta beslut om den monetära politiken för euroområdet, vilket inkluderar beslut om monetära mål, styrräntor och tillgångar till valutareserver. ECB-rådet består av direktionsledamöterna samt centralbankscheferna för de nationella centralbankerna i de medlemsstater som har euron som valuta. Vid ECB-rådets sammanträden kan även ordföranden för Europeiska unionens råd och en ledamot av Europeiska kommissionen närvara, men de saknar rösträtt vid omröstningar. Ordföranden för Europeiska unionens råd kan dock lägga fram förslag till ECB-rådet.
ECB-rådet fattar normalt beslut med enkel majoritet. Tidigare hade både direktionsledamöterna och centralbankscheferna var sin röst, men sedan den 1 januari 2015 har inte alla centralbankschefer rösträtt längre. Istället roterar rösträtten mellan centralbankscheferna. Centralbankscheferna för de fem största ekonomierna delar på fyra röster medan övriga centralbankschefer delar på elva röster. Det nya systemet skulle egentligen ha införts redan när antalet centralbankschefer översteg 15, vilket inträffade den 1 januari 2009, men ECB-rådet sköt upp införandet av det nya systemet till dess att antalet centralbankschefer översteg 18, vilket inträffade den 1 januari 2015. Vid lika röstetal är det ordföranden som har utslagsrösten. Ett nytt röstsystem kommer att införas igen när antalet centralbankschefer överstiger 22. I vissa fall fattar ECB-rådet beslut genom att centralbankschefernas röster viktas efter de nationella centralbankernas andelar i ECB:s tecknade kapital. Vid kvalificerad majoritet krävs då röster som representerar minst två tredjedelar av ECB:s tecknade kapital och minst hälften av andelsägarna. Direktionsledamöterna saknar vid dessa omröstningar rösträtt. ECB-rådet måste sammanträda minst tio gånger per år, men i praktiken sammanträder det två gånger per månad.

#### Allmänna rådet
Allmänna rådet omnämns inte i fördraget om Europeiska unionens funktionssätt, utan istället regleras dess funktioner och befogenheter helt och hållet av protokollet om stadgan för Europeiska centralbankssystemet och Europeiska centralbanken. Allmänna rådet är ECB:s tredje beslutande organ och består av direktionens ordförande och vice ordförande samt centralbankscheferna från samtliga medlemsstater, det vill säga även centralbankscheferna för de medlemsstater som inte har euron som valuta. Även ordföranden för Europeiska unionens råd och en ledamot av Europeiska kommissionen kan närvara, men de saknar rösträtt vid omröstningar. Det är ECB:s ordförande, eller vice ordföranden i hans eller hennes ställe, som leder allmänna rådet.
Allmänna rådet ansvarar bland annat för att samla in statistiska uppgifter, förbereda övergången till den gemensamma valutan hos de medlemsstater som ännu inte har euron som valuta samt för att utföra de uppgifter som tidigare utfördes av Europeiska monetära institutet (EMI). Vartannat år granskar allmänna rådet om de medlemsstater som inte har euron som valuta uppfyller konvergenskriterierna. Allmänna rådet är ett tillfälligt organ som kommer att upphöra att existera när väl alla medlemsstater inom unionen har euron som valuta.

### Oavhängighet
För att bidra till upprätthållandet av prisstabiliteten är ECB och de nationella centralbankerna oberoende av politisk styrning. Detta är en princip som är starkt influerad av den tyska centralbankens oavhängighet. I praktiken innebär detta att centralbankerna inte får motta instruktioner från varken unionens institutioner, organ och byråer eller någon medlemsstats regering. Samtidigt måste dessa organ respektera ECB:s oavhängighet. ECB omfattas inte heller av unionens budget på samma sätt som unionens övriga institutioner, organ och byråer.
Oavhängigheten för direktionsledamöterna har ytterligare förstärkts genom att de bara kan avsättas av EU-domstolen på begäran av centralbanken själv. Dessutom kan de inte bli omvalda efter sin åtta år långa mandatperiod, vilket minskar deras behov av att tillfredsställa de politiker som har utsett dem. Samma krav om oavhängighet finns för de nationella centralbankerna, vilket är ett av villkoren för att en medlemsstat ska få införa euron som valuta. De nationella centralbankscheferna måste utses för en period av minst fem år. Eurosystemet får inte låna ut pengar till unionens organ eller nationella enheter i den offentliga sektorn.
ECB:s oberoende har kritiserats av vissa politiker, däribland Frankrikes förre president Nicolas Sarkozy, med hänsyn till att centralbanken inte är villig att göra avkall på prisstabiliteten för att skapa jobb och tillväxt i unionen. Å andra sidan utgör centralbankens oberoende en grundläggande princip för bland annat Tyskland.

### Kapitaltäckning
ECB ägs av de nationella centralbankerna. Det tecknade kapitalet ska enligt unionens fördrag uppgå till minst fem miljarder euro, men detta kan utökas genom ett beslut i ECB-rådet. Justering av kapitaltäckningen görs baserat på statistik från Europeiska kommissionen och sker vart femte år eller i samband med att unionen utvidgas. Sedan slutet av 2010 uppgår det tecknade kapitalet till över tio miljarder euro. Detta kapital har tecknats av medlemsstaternas nationella centralbanker. Fördelningen baserar sig på folkmängd och bruttonationalprodukt (BNP), och justeras regelbundet om det anses nödvändigt. Andelarna kan inte användas som kollateral. Fördelningen beräknas genom ett medelvärde mellan medlemsstatens andel av unionens befolkning och medlemsstatens andel av unionens bruttonationalprodukt. De medlemsstater som inte har euron som valuta bidrar endast marginellt till ECB:s inbetalda kapital; deras inbetalda kapital är reducerade till 3,75 procent av deras andel av det tecknade kapitalet. Dessa centralbanker får inte ta del av ECB:s vinster, men behöver å andra sidan inte heller täcka eventuella förluster.
Den nuvarande fördelningsnyckeln trädde i kraft den 1 januari 2024 och nästa uppdatering är planerad till den 1 januari 2029.
| Centralbank                                              | Fördelningsnyckel (%) | Tecknat kapital (€) | Inbetalt kapital (€) |
| -------------------------------------------------------- | --------------------- | ------------------- | -------------------- |
| Eurosystemet                                             | 81,7681               | 8 851 402 605,67    | 8 851 402 605,67     |
| Nationale Bank van België / Banque Nationale de Belgique | 3,0005                | 324 804 337,12      | 324 804 337,12       |
| Deutsche Bundesbank                                      | 21,7749               | 2 357 134 464,40    | 2 357 134 464,40     |
| Eesti Pank                                               | 0,2437                | 26 380 542,23       | 26 380 542,23        |
| Central Bank of Ireland                                  | 1,7811                | 192 804 200,92      | 192 804 200,92       |
| Bank of Greece                                           | 1,8474                | 199 981 180,60      | 199 981 180,60       |
| Banco de España                                          | 9,6690                | 1 046 669 933,56    | 1 046 669 933,56     |
| Banque de France                                         | 16,3575               | 1 770 700 531,41    | 1 770 700 531,41     |
| Hrvatska narodna banka                                   | 0,6329                | 68 511 469,74       | 68 511 469,74        |
| Banca d’Italia                                           | 13,0993               | 1 418 000 151,07    | 1 418 000 151,07     |
| Central Bank of Cyprus                                   | 0,1802                | 19 506 662,74       | 19 506 662,74        |
| Latvijas Banka                                           | 0,3169                | 34 304 447,40       | 34 304 447,40        |
| Lietuvos bankas                                          | 0,4826                | 52 241 484,12       | 52 241 484,12        |
| Banque centrale du Luxembourg                            | 0,2976                | 32 215 221,04       | 32 215 221,04        |
| Bank Ċentrali ta' Malta                                  | 0,1053                | 11 398 732,44       | 11 398 732,44        |
| De Nederlandsche Bank                                    | 4,8306                | 522 912 791,50      | 522 912 791,50       |
| Oesterreichische Nationalbank                            | 2,4175                | 261 694 545,91      | 261 694 545,91       |
| Banco de Portugal                                        | 1,9014                | 205 826 684,42      | 205 826 684,42       |
| Banka Slovenije                                          | 0,4041                | 43 743 853,57       | 43 743 853,57        |
| Národná banka Slovenska                                  | 0,9403                | 101 787 541,48      | 101 787 541,48       |
| Finlands Bank                                            | 1,4853                | 160 783 830,00      | 160 783 830,00       |
| Centralbanker utanför Eurosystemet                       | 18,2319               | 1 973 604 463,93    | 74 010 167,40        |
| Bulgariens centralbank                                   | 0,9783                | 105 901 044,16      | 3 971 289,16         |
| Česká národní banka                                      | 1,9623                | 212 419 113,73      | 7 965 716,76         |
| Danmarks Nationalbank                                    | 1,7797                | 192 652 650,82      | 7 224 474,41         |
| Magyar Nemzeti Bank                                      | 1,5819                | 171 240 786,83      | 6 421 529,51         |
| Narodowy Bank Polski                                     | 6,0968                | 659 979 031,02      | 24 749 213,66        |
| Banca Naţională a României                               | 2,8888                | 312 712 804,23      | 11 726 730,16        |
| Sveriges riksbank                                        | 2,9441                | 318 699 033,14      | 11 951 213,74        |
| Europeiska centralbankssystemet                          | 100,0000              | 10 825 007 069,61   | 8 925 412 773,07     |

## Funktioner och befogenheter
Europeiska centralbanken har långtgående befogenheter att föra den monetära politiken inom euroområdet tillsammans med de nationella centralbankerna i medlemsstaterna. Därutöver ansvarar ECB bland annat för tillsynen av vissa kreditinstitut inom euroområdet.

### Monetär politik
ECB:s främsta uppgift är att tillsammans med de nationella centralbankerna i de medlemsstater som har euron som valuta föra unionens monetära politik. Bland uppgifterna ingår även att stödja unionens allmänna ekonomiska politik med syfte att förverkliga unionens mål. De medlemsstater som ännu inte har euron som valuta står utanför den gemensamma monetära politiken och bedriver en egen självständig monetär politik. Den gemensamma monetära politiken syftar till att upprätthålla prisstabilitet. Innebörden av målet om att upprätthålla prisstabilitet fastställs av ECB-rådet. Fram till juli 2021 var målet att inflationen på medellång sikt skulle ligga strax under, men nära, två procent på årsbasis. Under sina första elva och ett halvt år lyckades ECB att upprätthålla en prisstabilitet på 1,97 procent och under sina första femton år var motsvarande siffra 2,05 procent. I juli 2021 antog ECB-rådet ett nytt, symmetriskt, inflationsmål om att eftersträva inflation på två procent på medellång sikt. Den monetära politiken bedrivs främst genom penningpolitiska beslut som fattas var sjätte vecka, bland annat om ECB:s styrräntor.
Eurosystemet ansvarar även för valutatransaktioner som syftar till att upprätthålla vissa växelkurser, förvaltandet av euroområdets officiella valutareserver samt främjandet av ett fungerande betalningssystem. ECB har befogenhet att utfärda förordningar och beslut samt icke-bindande rekommendationer och yttranden. ECB kan även anta riktlinjer till de nationella centralbankerna i sitt utövande av den gemensamma monetära politiken. De grundläggande uppgifterna som ECB ansvarar för utöver den monetära politiken innefattar valutamarknadsoperationer, att förvalta medlemsstaternas officiella valutareserver samt att främja ett fungerande betalningssystem.
Dessutom har ECB ensamrätt att tillåta utgivning av eurosedlar samt att tillåta medlemsstaterna att prägla euromynt. Fram till att euromynten togs i omlopp den 1 januari 2002 hade ECB även ensamrätt att prägla euromynt. Varje år överlämnar ECB en årsrapport till Europaparlamentet, Europeiska rådet, Europeiska unionens råd och Europeiska kommissionen om centralbankssystemets verksamhet och om den monetära politiken under det föregående och innevarande året.

### Tillsynsbefogenheter
Inom ramen för bankunionen har ECB även tilldelats vissa tillsynsbefogenheter. Ett hundratal systemviktiga banker och andra kreditinstitut inom euroområdet står under direkt tillsyn av ECB, medan övriga banker och kreditinstitut står under tillsyn av nationella tillsynsmyndigheter. Tillsynen syftar till att säkerställa att alla banker och andra kreditinstitut uppfyller de enhetliga krav som gäller inom bankunionen. ECB har befogenhet att sanktionera kreditinstitut som bryter mot reglerna. Därutöver ansvarar ECB för att bevilja och återkalla banktillstånd.
Tillsynsverksamheten utövas åtskilt från den monetära verksamheten. En särskild tillsynsnämnd lägger fram förslag till beslut till ECB-rådet i enlighet med ett förfarande med implicit godkännande. Ett beslut träder i kraft inom en fastlagd tidsperiod om inte ECB-rådet väljer att invända mot det.

### Funktioner relaterade till andra institutioner
ECB fyller också en rådgivande funktion. ECB måste höras vid varje utkast till rättsakt som föreslås inom centralbankens behörighetsområde samt, av de nationella myndigheterna, innan ett förslag till rättsregler på nationell nivå som rör ECB:s behörighetsområde antas. ECB måste även höras vid fördragsändringar om institutionella ändringar på det monetära området. Därutöver kan ECB lägga fram lagförslag i form av rekommendationer till Europeiska unionens råd om ändring av delar av dess stadga. ECB utser också två ledamöter i ekonomiska och finansiella kommittén.
ECB kan även väcka talan om ogiltigförklaring vid EU-domstolen mot någon av unionens övriga institutioner för att tillvarata sina rättigheter när den anser att en rättsakt inte har antagits lagenligt.

## Säte och administration

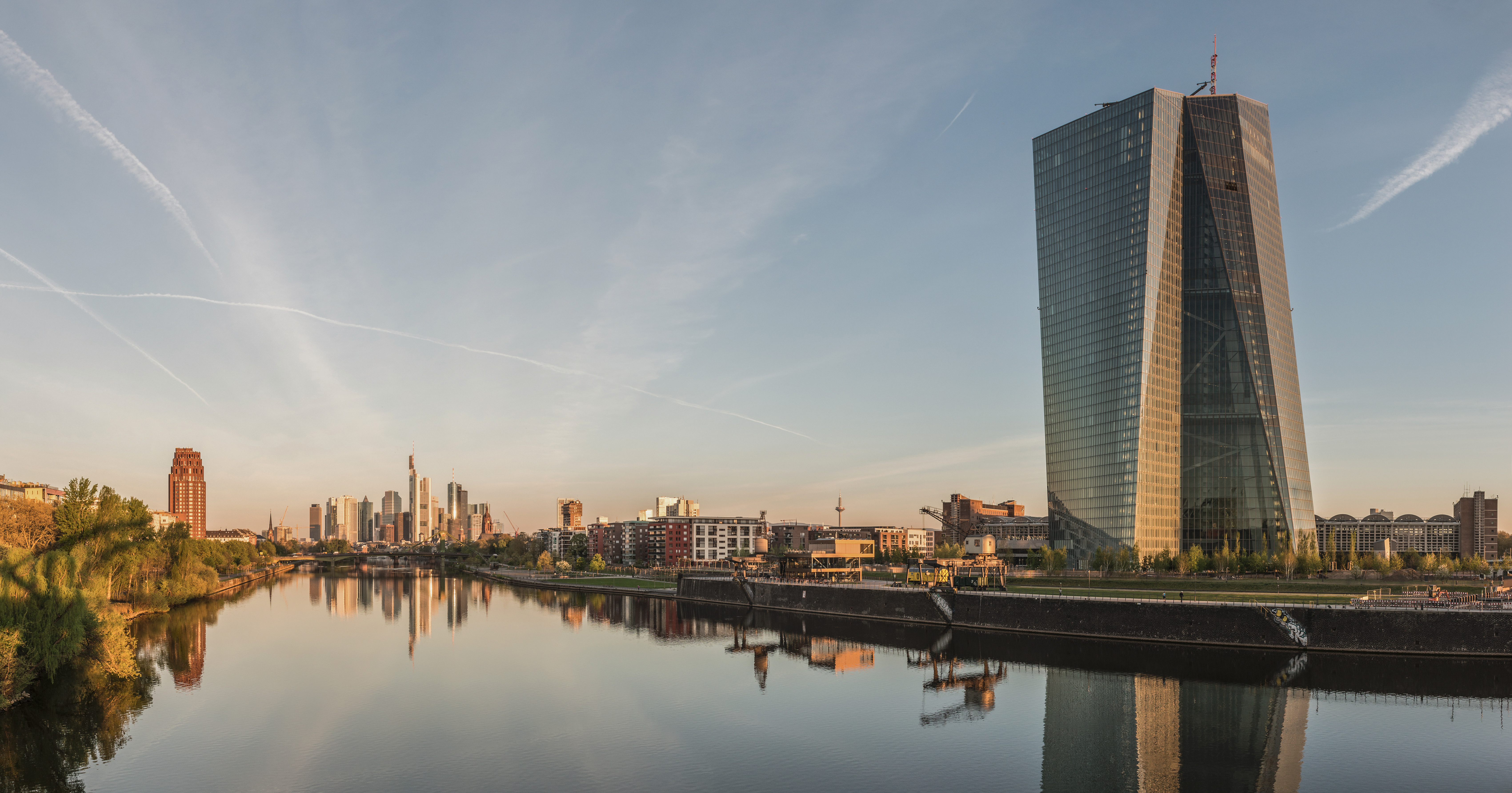
Centralbankens nuvarande säte i Frankfurt am Main invigdes i mars 2015.

Europeiska centralbanken har sitt säte i Frankfurt am Main, Tyskland, där unionens största finansiella centrum finns. Tidigare höll ECB till i den så kallade Eurotower-byggnaden, men sedan mars 2015 har centralbanken istället sitt huvudkontor i en 180 meter hög byggnad i östra delen av Frankfurt am Main. Byggandet av huvudkontoret påbörjades i oktober 2008 och avslutades 2013 med inflyttning under 2014. Den nya byggnaden rymmer dubbelt så många anställda som den gamla Eurotower-byggnaden. Vid invigningen av den nya byggnaden den 18 mars 2015 förekom stora protester, vilket tvingade polisen att barrikadera byggnaden med taggtrådsstängsel.
Centralbanken har runt 1 400 anställda. Den låga andelen kvinnor på chefspositioner har kritiserats av bland annat Europaparlamentet. ECB antog därför i augusti 2013 en strategi för att höja denna andel fram till 2020. Även ”klustring” av personer med samma nationalitet inom centralbanken har kritiserats, inklusive den påstådda tendensen att personer på chefspositioner gynnar medarbetare med samma nationalitet framför andra.
ECB omfattas av bestämmelserna om immunitet och privilegier för unionen.

### Öppenhet och tillgång till handlingar
På grund av sin speciella och känsliga funktion har ECB en särskild ställning i förhållande till de bestämmelser som gäller inom Europeiska unionen kring öppenhet. När centralbanken utövar sina icke-administrativa funktioner omfattas den inte av de allmänna bestämmelserna för öppenhet som gäller unionens övriga institutioner, organ och byråer. Centralbanken har dock antagit vissa bestämmelser om allmänhetens tillgång till dess historiska arkiv. Lagenligheten av ECB:s rättsakter kan prövas av EU-domstolen genom en talan om ogiltigförklaring. Även passivitetstalan kan väckas mot centralbanken.